# Lakecia Benjamin
Pour les articles homonymes, voir Fuller.
Lakecia Benjamin est une saxophoniste, compositrice et enseignante américaine vivant à New York.
Elle joue aux côtés de Missy Elliott, d'Alicia Keys ou de Stevie Wonder. Ses premiers albums proposent une musique jazz-funk et soul. En 2020, l'album Pursuance: The Coltranes rend hommage à Alice et John Coltrane. Après un grave accident de voiture, elle revient en 2023 avec un album intitulé Phoenix.

## Biographie

### Jeunesse
Lakecia Benjamin nait et grandit à New York, dans le quartier dominicain de Washington Heights. Elle grandit dans une grande famille, chaque génération écoutant une musique différente : son arrière-grand-mère écoute du ragtime, sa grand-mère Mahalia Jackson et sa mère Biggie Smalls et Wu-Tang Clan. Le quartier résonne également du son de la salsa et du merengue, musique que Lakecia commence par jouer,.
Elle joue de la flûte à bec de l'école primaire, et commence à écrire des chansons. Elle est attirée par le saxophone alto avant même de vraiment savoir ce que c'est. Elle obtient son premier instrument à 11 ans en poussant un camarade de classe à passer de la musique à l'art, une transaction qui implique probablement « quelques Oreos »,.
À l'âge de 14 ans, elle quitte la maison familiale, et trouve sa maigre subsistance grâce à des petits engagements et concerts.
Lors de l'audition pour entrer à la Fiorello H. LaGuardia High School of Music & Art and Performing Arts, le directeur musical Bob Stewart indique à Lakecia Benjamin, qui n'a que des influences dominicaines, qu'elle joue « les bonnes notes mais dans le mauvais style ». Après avoir travaillé, sur les conseils de Stewart, le répertoire de Charlie Parker, Duke Ellington ou Charles Mingus, elle parvient à être acceptée dans l'établissement.
Elle continue son apprentissage de l'instrument à la New School University, auprès de Billy Harper, Reggie Workman, Buster Williams et Gary Bartz, un mentor qui améliore sa technique tout en l'initiant au jazz.

### Début de carrière
Lakecia Benjamin joue dans les Young Titans of Jazz de Clark Terry, et avec qui elle participe à l'enregistrement de Live at Marians en 2005. Elle joue également dans des formations de Reggie Workman.
Dans ses débuts, elle peine à assurer sa subsistance, et prend l'habitude de monter sur scène sans y être invitée pour prendre un solo, afin qu'on la remarque,. Un jour, elle se fait héler dans la rue par quelqu'un qui lui propose de jouer avec Missy Elliott. Persuadée qu'il s'agit d'un traquenard, elle se rend quand même à la répétition. Elle joue avec le groupe, Missy Elliott l'entend, et finit par l'engager. Elle joue également avec Lil Wayne, Jay-Z, J. Cole et Alicia Keys, ce qui élargit ses horizons,.
En 2008, elle joue lors du bal d'investiture de Barack Obama, et enchaine dans la même journée un concert imprévu aux côtés de Stevie Wonder. Trois mois plus tard, ce dernier l'appelle pour lui proposer de l'accompagner pour une tournée,.

### Carrière en leadeuse

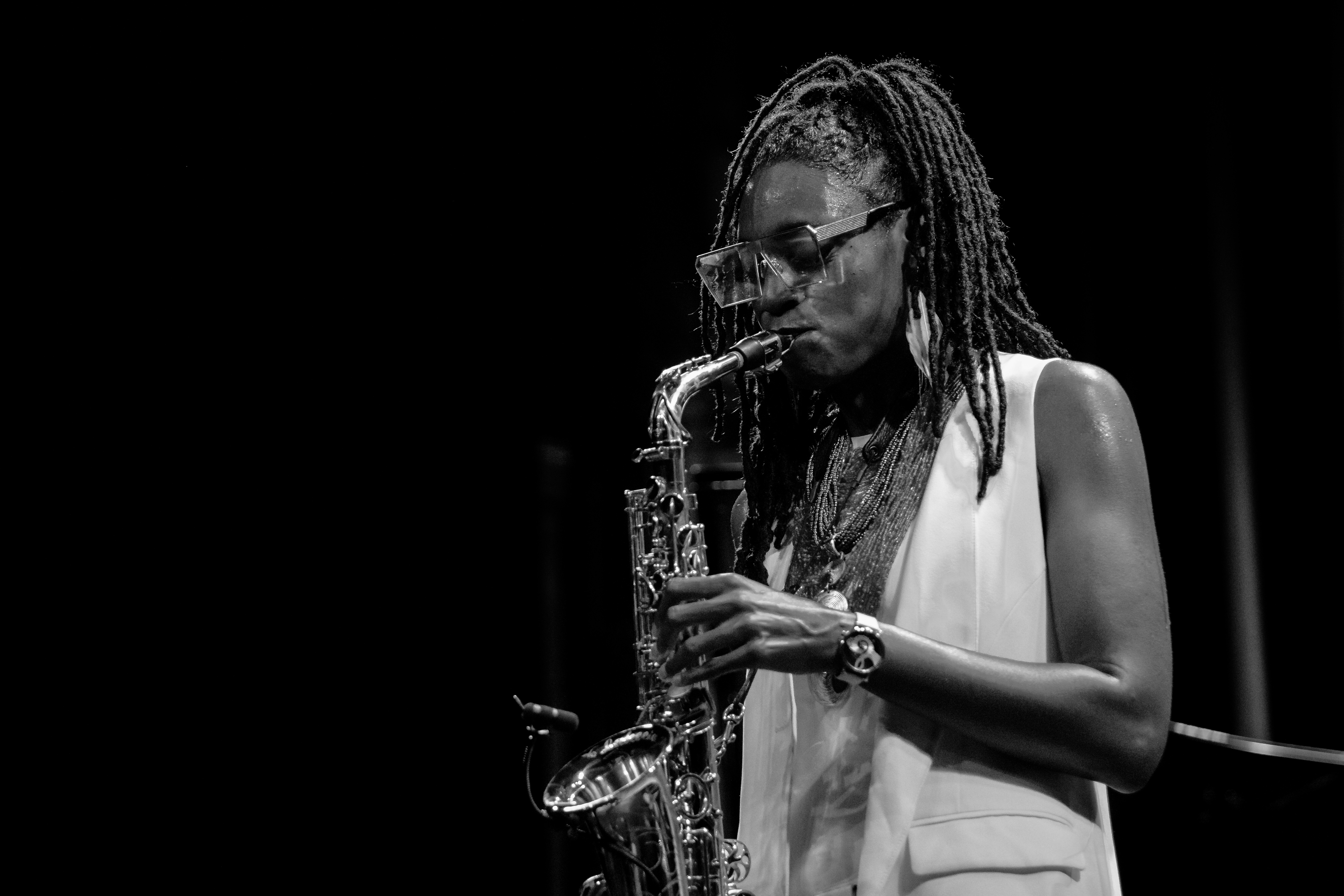
Lakecia Benjamin à Oslo en 2022.

Inspirée par son expérience auprès des chanteuses comme Missy Elliott et Alicia Keys, le premier album de Lakecia Benjamin comme leader, Retox, paru en 2012, propose des reprises de morceaux soul et funk, ainsi que des compositions originales. On y entend plusieurs chanteurs et rappeurs, et sur certains morceaux on n'entend pas de saxophone : Benjamin explique ne pas vouloir être perçue seulement comme une instrumentiste, mais également comme une cheffe d'orchestre et une arrangeuse,,.
En mars 2013, sa petite sœur Jenee meurt à l'âge de 22 ans, ce qui pousse Lakecia Benjamin à s'interroger en profondeur sur ses buts et ses choix.
Sa réputation de musicienne sérieuse et novatrice grandit dans le milieu, et elle devient une sidewoman et arrangeuse recherchée. Elle participe à une tournée de Rashied Ali, l'ancien batteur de John Coltrane, ainsi qu'avec le big band de David Murray, la chanteuse Vanessa Rubin, le guitariste James Blood Ulmer ou Anita Baker.
En 2015, elle participe au groupe all-star, aux côtés de Marcus Miller, Christian McBride, Malcolm-Jamal Warner et Lonnie Plaxico, qui accompagne la chanteuse Charenee Wade (en) sur son album Offering: The Music of Gil Scott-Heron and Brian Jackson (Motéma).
Elle joue aux côtés de Stevie Wonder et DJ Spinna sur le dernier titre de Everything's Beautiful, paru en 2016, album sur lequel Robert Glasper réinvente la musique de Miles Davis.
Sur Rise Up (2018), elle s'adonne à des jams jazz-funk rappelant Prince, sur lequel on entend chanteurs et rappeurs. Elle accompagne ensuite Gregory Porter, travaille avec Terri Lyne Carrington, et écrit des arrangements pour l'acteur Craig Robinson.
Avec son troisième album Pursuance: The Coltranes, paru en 2020, elle renoue avec le jazz. Elle y réinterprète de façon personnelle des compositions d'Alice et de John Coltrane : une amie lui a d'abord fait écouter la musique d'Alice Coltrane, avant que Benjamin, lisant le nom de John Coltrane dans un livret d'album, se demande si la musicienne avait un frère,. Sur Pursuance, Benjamin est notamment accompagnée de Reggie Workman, contrebassiste des deux Coltrane, ainsi que de Marcus Strickland, Greg Osby, Meshell Ndegeocello , The Last Poets ou Regina Carter. Bien qu'il soit sorti en pleine pandémie de Covid-19, l'album reçoit un bon accueil critique et public,,,,,,.
En février 2022, à l'occasion du Mid-Atlantic Jazz Festival, elle participe à un concert intitulé « The Alto Madness Summit » (« Le Sommet de la folie de l'alto ») aux côtés de Sharel Cassity (en) et Tia Fuller.

### Accident de voiture
À la mi-septembre 2021, alors qu'elle rentre d'un concert à Cleveland en écoutant Kenny Garrett, sa voiture sort de l'autoroute, s'écrase dans un bois et se retrouve à l'envers dans un fossé. Elle subit de nombreuses blessures graves : trois côtes cassées, l'omoplate droite cassée en deux, un tympan perforé et la mâchoire brisée, ce qui aurait pu compromettre sa capacité à jouer du saxophone,. Elle a également des séquelles neurologiques, qui l'empêchent de parler pendant quelque temps.
Un concert important est prévu une semaine après l'accident au Pittsburgh jazz festival. Elle décide de s'y rendre malgré ses blessures, et réussit à jouer. Après trois semaines de repos, elle part pour une tournée d'un mois et demi en Europe. Elle donne tous ses concerts dans une immense souffrance, et explique que la puissance de la musique des Coltrane, qu'elle joue dans cette tournée, l'a aidée à tenir,.
Inspiré par cette expérience et son impression d'une renaissance, elle publie en janvier 2023 un nouvel album qu'elle intitule Phoenix, en référence à l'oiseau mythologique qui renait de ses cendres,. L'album parle également de la résilience face à la pandémie de Covid-19 (quinze membres de sa famille en sont morts), et possède un fond politique, abordant en particulier la question du racisme à travers des mots d'Angela Davis. Lakecia Benjamin joue au sein d'un groupe composé du trompettiste Josh Evans, de Victor Gould aux claviers, d'Orange Rodriguez aux synthés, du batteur Enoch (EJ) Strickland, du percussionniste Nêgah Santos et du bassiste Ivan Taylor. Produit par Terri Lyne Carrington, teinté de jazz, funk, soul, R&B et hip-hop, l'album présente un casting d'invités all-star : Dianne Reeves, Georgia Anne Muldrow, Patrice Rushen, Wayne Shorter ou encore Wallace Roney. L'album continent un hommage à Alice et John Coltrane et un autre à Basquiat,. Il est largement salué par la critique,,,.
En 2023, elle est la directrice artistique invitée du Burlington Discover Jazz Festival. Elle est également l'artiste en résidence du Monterey Jazz Festival.

### Enseignement
Lakecia Benjamin enseigne au Jazz at Lincoln Center et à Jazz House Kids.

## Style
La musique de Lakecia Benjamin est d'abord nourrie de musique dominicaine. Elle découvre le jazz au lycée, notamment Alice Coltrane puis John Coltrane, qu'elle découvre et travaille de manière chronologique,. Sa musique mêle également des éléments de RnB, de hip-hop et de funk,.
Elle possède un son chaud et résonnant qui est parfois comparé à celui de Johnny Griffin, surnommé le « Petit Géant », à cause de sa petite carrure et de son gros son, caractéristiques que possède également Benjamin,. Elle a un « son d'acier qui lui sert à porter des improvisations déchaînées, qui donne l'impression qu'elle cherche à donner beaucoup d'informations cruciales en peu de temps ».
Elle a recours au « spoken word » sur plusieurs albums, afin d'exprimer ce que la musique est incapable de dire.

## Prix

### Obtenus
- 2020 : « étoile montante du saxophone alto » pour les critiques de DownBeat[24]
- 2020 : artiste montante de l'année pour la Jazz Journalists Association (en)[25]
- 2023 : Deutscher Jazzpreis (de), catégorie instrument à vent international[26]

### Nominations
- 2023 : Grammy Award du meilleur album de jazz instrumental pour Phoenix[27]
- 2024 : Grammy Award du meilleur solo de jazz improvisé pour Basquiat, sur l'album Phoenix[27]
- 2023 : Grammy Award de la meilleure composition instrumentale (en) pour Amerikkan Skin, sur l'album Phoenix[27]

## Discographie

### En tant que leadeuse
- 2012 : Retox (Motéma)
- 2018 : Rise Up (Ropeadope)
- 2020 : Pursuance: The Coltranes (Ropeadope)
- 2023 : Phoenix (Whirlwind)

### En tant qu'invitée
- 2005 : Clark Terry & The Young Titans Of Jazz, Live at Marians (Chiaroscuro Records)
- 2008 : Eli Yamin, You Can't Buy Swing (auto-édité)
- 2012 : Lippie, An Imaginary Truth (Wagram Music)
- 2015 : Charenee Wade (en), Offering: The Music of Gil Scott-Heron and Brian Jackson (Motéma)
- 2016 : Miles Davis/Robert Glasper, Everything's Beautiful (Columbia/Blue Note/Legacy)
- 2016 : Monika Herzig, The Whole World in Her Hands (Whaling City Sound)
- 2020 : Georgia Anne Muldrow, Mama, You Can Bet! (SomeOthaShip)
- 2021 : U2, Live at the Apollo for One Night Only (U2 Dot Com)
- 2022 : Somi, Zenzile: The Reimagination of Miriam Makeba (Salon Africana)
- 2023 : Nanny Assis, Rovanio (In+Out Records)
- 2023 : David Helbock, Austrian Syndicate (ACT)